# Wassago

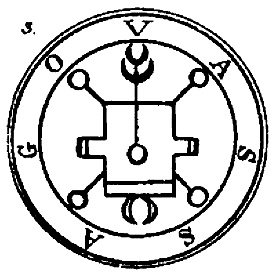
Pieczęć Wassago wg Goecji Crowleya i Mathersa.

Wassago – w tradycji okultystycznej, demon, prałat piekła. Znany również pod imieniem Vassago. Rozporządza 26 legionami duchów. W Lemegetonie jest trzecim duchem. Ma tą samą naturę co Agares. Zaliczany jest do dobrych demonów.

## Wdemonologii
By go przywołać i podporządkować potrzebna jest jego pieczęć, która według Sztuki Goecji powinna być zrobiona z cyny.
Mówi o rzeczach przeszłych i tych, co dopiero nastąpią. Za jego pomocą można znaleźć rzeczy ukryte i zgubione.

## Wkulturze masowej
- Na początku lat 90., Vassago był popularnym użytkownikiem Internet Relay Chat, który stworzył skrypt "PhOeNiX.irc".

W grach:
- Pojawia się w grze Castlevania, a dokładniej w Castlevania: Lament of Innocence, jest uzbrojony w topór.
- Jest drugim bossem w grze Tales of Destiny 2.
- Nazwa Vassago pojawia się w grze StarCraft: Brood War.
- W MMORPG Final Fantasy XI jest broń, która nazywa się Vassago's Scythe .

W literaturze:
- W powieści Przełęcz śmierci (Hideaway) Deana Koontza seryjny morderca, który powrócił z piekła używa pseudonimu Vassago.
- Vassago pojawia się powieści The Day After Judgment Jamesa Blisha.
- W komiksach Chaos! Comics Lady Death miała demonicznego rumaka, jednorożca o imieniu Vassago.
- W serii novel Sword Art Online pojawia się postać o imieniu Vassago.

W kinematografii:
- W filmie Kryjówka diabła (Hideaway), morderca grany przez Jeremy'ego Sisto jest opętany przez demona Vassago.
- W serialu Yu-Gi-Oh! jest karta, która nazywa się "Versago the Destroyer".
- W serialu Helluva boss Vassago (demon) pojawia się w jedenastym odcinku drugiego sezonu. Ma on formę antropomorficznej papugi. Należy do rodu Ars Goetia.